# 리락쿠마
리락쿠마(일본어: リラックマ, 영어: Rilakkuma)는 영어의 '릴랙스'(relax →편안한)와 일본어의 '쿠마'(くま)의 합성어로, 일본의 San-X에서 제작한 캐릭터다.
리락쿠마는 2013년 10주년을 맞았다. 리락쿠마 이외에도 코리락쿠마, 키이로이토리(노란새로도 불림)가 있다. 코리락쿠마는 일본어로 ‘작다’를 뜻하는 코(こ)와 리락쿠마의 합성어로, 리락쿠마의 행동을 따라하는 하얀색의 작은 곰이다. 키이로이토리는 일본어로 노란새라는 뜻이다.
리락쿠마는 일본에서 마이붐(귀차니즘) 신드롬을 일으키며 폭발적인 인기를 끌었고, 책으로 출간되고 있는 <리락쿠마 시리즈>는 판매 부수가 100만 부를 넘었다. 현재 여러 연령대의 소비자들의 인기를 얻고 있다. 특히 초등학생, 중학생과 20대 여성에게 인기가 높으며 단순하고 부담없는 캐릭터 디자인 덕분에 성인 남성들에게도 크게 어필하고 있다. 국내(한국)에는 2008년부터 알려지기 시작했다.

## 마케팅
리락쿠마는 문구류 등 굿즈를 여러 브랜드와 협엽해 제작해오고 있다.
2017년 9월 미국 플로리다주에서 북미 첫 번째 리락쿠마 팝업스토어가 열렸으며, 2018년 9월에는 뉴욕 타임스퀘어에서 두번째 팝업 스토어가 열렸다.